# Internazionale dei Partiti Pirata
L'Internazionale dei Partiti Pirata (in inglese Pirate Parties International, PPI) è un'organizzazione no-profit non governativa internazionale che unisce attualmente 42 partiti pirata nazionali, con sede a Bruxelles (Belgio). Nel 2017 al PPI è stato conferito uno status consultivo speciale al Consiglio economico e sociale delle Nazioni Unite.

## Storia
Paesi con PP membro del PPI
     Paesi con PP attivo ma non membro PPI

Membri del PPI al 2013
Paesi con PP membro del PPI
Paesi con PP attivo ma non membro PPI

Fondata nel 2006 come un'unione informale di partiti indipendenti tra loro, dall'ottobre 2009 ha ottenuto lo status di organizzazione non governativa in Belgio. La fondazione ufficiale con l'adozione di uno statuto è avvenuta in una conferenza tra il 16 ed il 18 aprile 2010 a Bruxelles, a cui hanno partecipato delegati provenienti da 22 paesi, tra i quali anche l'Italia.
È guidato da un consiglio direttivo, i cui copresidenti sono Marcel Kolaja (Repubblica Ceca) e Samir Allioui (Paesi Bassi).

### Dichiarazione di Uppsala
Alla conferenza del 2009 dell'Internazionale dei Partiti Pirata a Uppsala (Svezia), i partiti pirata europei hanno concordato una dichiarazione comune degli obiettivi dei partiti per l'imminente elezione del Parlamento europeo. Le questioni centrali della dichiarazione sono:
- riforma del diritto d'autore, esenzione delle attività non commerciali dalla regolamentazione del diritto d'autore, riduzione della durata delle protezioni del diritto d'autore; divieto di tecnologie DRM, opposizione ai prelievi su mezzi di comunicazione o hardware;
- riforma del diritto dei brevetti, in particolare affermando che i brevetti sulla vita (compresi i brevetti sulle sementi e sui geni) e sul software non dovrebbero essere consentiti;
- rafforzamento dei diritti civili, governo trasparente, processi rapidi ed equi, libertà di parola ed espansione del diritto all'anonimato nella comunicazione.

### Dichiarazione di Praga
Alla conferenza del 2012 dell'Internazionale dei Partiti Pirata a Praga (Repubblica Ceca), i partiti pirati europei hanno deciso di candidarsi alle elezioni del Parlamento europeo nel 2014 con un programma comune e di istituire un partito politico europeo. La dichiarazione è stata seguita da conferenze a Potsdam e Barcellona per lavorare sulla struttura del corpo giuridico a venire e sugli statuti.

## Europa
Il Partito Pirata Europeo è l'organizzazione europea che unisce i partiti pirata nei Paesi dell'Unione europea. Fondato nel 2013 ha come scopo la collaborazione dei vari partiti pirata nell'ambito delle attività nell'Unione europea e la partecipazione alle elezioni europee in un'unica lista.

## Membri

### Attuali
Al 2020, l'Internazionale dei Partiti Pirata include 38 membri (quelli con seggi nel Parlamento europeo, nazionale o regionale, sono indicati in grassetto):
| Stato                      | Partito                                   | Governo                                                                   | Risultato alle ultime elezioni nazionali            |
| -------------------------- | ----------------------------------------- | ------------------------------------------------------------------------- | --------------------------------------------------- |
| Austria                    | Partito Pirata dell'Austria               | extraparlamentare                                                         | assente                                             |
| Bielorussia                | Centro dei Pirati di Bielorussia          | extraparlamentare                                                         | assente                                             |
| Belgio                     | Partito Pirata del Belgio                 | extraparlamentare                                                         | 0,11%                                               |
| Bosnia ed Erzegovina       | Partito Pirata della Bosnia ed Erzegovina | extraparlamentare                                                         | assente                                             |
| Brasile                    | Partito Pirata del Brasile                | extraparlamentare                                                         | assente                                             |
| Bulgaria                   | Partito Pirata della Bulgaria             | extraparlamentare                                                         | assente                                             |
| Catalogna (mezzo voto)     | Pirati di Catalogna                       | extraparlamentare                                                         | con Fronte Repubblicano: 0,43% (2,74% in Catalogna) |
| Croazia                    | Partito Pirata di Croazia                 | extraparlamentare                                                         |                                                     |
| Repubblica Ceca            | Partito Pirata ceco                       | opposizione, 22 parlamentari, 3 MEP, 3 senatori e 5 consiglieri regionali | 10,79%                                              |
| Estonia                    | Partito Pirata estone                     | extraparlamentare                                                         | assente                                             |
| Finlandia                  | Partito Pirata della Finlandia            | extraparlamentare                                                         | 0,62%                                               |
| Francia                    | Partito Pirata della Francia              | extraparlamentare                                                         | 0,13% (europee)                                     |
| Germania                   | Partito Pirata della Germania             | 1 seggio al Parlamento europeo                                            | 0,4%                                                |
| Grecia                     | Partito Pirata della Grecia               | extraparlamentare                                                         | 0,56% (con Unità Popolare)                          |
| Ungheria                   | Partito Pirata dell'Ungheria              | parte di La Politica può essere Diversa                                   | parte di La Politica può essere Diversa             |
| Italia                     | Partito Pirata Italiano                   | extraparlamentare                                                         | 0,23% (europee)                                     |
| Israele                    | Partito Pirata di Israele                 | extraparlamentare                                                         | 0,02%                                               |
| Giappone                   | Partito Pirata del Giappone               | extraparlamentare                                                         | assente                                             |
| Kazakistan                 | Partito Pirata del Kazakistan             | extraparlamentare                                                         | assente                                             |
| Corea del Sud              | Partito Pirata di Corea                   | extraparlamentare                                                         | assente                                             |
| Lettonia                   | Partito Pirata della Lettonia             | extraparlamentare                                                         | assente                                             |
| Lussemburgo                | Partito Pirata del Lussemburgo            | opposizione, 2 seggi alla Camera                                          | 6,45%                                               |
| Marocco                    | Partito Pirata del Marocco                | extraparlamentare                                                         | assente                                             |
| Paesi Bassi                | Partito Pirata dei Paesi Bassi            | extraparlamentare                                                         | 0,34%                                               |
| Nuova Zelanda (mezzo voto) | Partito Pirata della Nuova Zelanda        | extraparlamentare                                                         | assente                                             |
| Nuova Zelanda (mezzo voto) | Partito di Internet                       | extraparlamentare                                                         | 0,02%                                               |
| Norvegia                   | Partito Pirata della Norvegia             | extraparlamentare                                                         | 0,1%                                                |
| Polonia                    | Partito Pirata della Polonia              | extraparlamentare                                                         | assente                                             |
| Portogallo                 | Partito Pirata del Portogallo             | extraparlamentare                                                         | assente                                             |
| Romania                    | Partito Pirata della Romania              | extraparlamentare                                                         | assente                                             |
| Russia                     | Partito Pirata della Russia               | extraparlamentare                                                         | assente                                             |
| Slovacchia                 | Partito Pirata della Slovacchia           |                                                                           |                                                     |
| Slovenia                   | Partito Pirata della Slovenia             | extraparlamentare                                                         | 2,15%                                               |
| Spagna (mezzo voto)        | Partito Pirata spagnolo                   | extraparlamentare                                                         | assente                                             |
| Svizzera                   | Partito Pirata svizzero                   | extraparlamentare                                                         | 0,3%                                                |
| Tunisia                    | Partito Pirata della Tunisia              | extraparlamentare                                                         |                                                     |
| Turchia                    | Partito Pirata della Turchia              | extraparlamentare                                                         |                                                     |
| Ucraina                    | Partito Pirata ucraino                    | extraparlamentare                                                         | 0,15% (in un collegio)                              |

### Osservatori[6]
- Partito di Internet serbo;
- Pirati senza Frontiere;
- Partito Pirata di Berlino;
- Besti Flokkurinn (Islanda);
- Partito Pirata della Bavaria;
- Partito Pirata della Florida;
- Partito Pirata di Hesse;
- Partito Pirata di La Rioja (Spagna);
- Partito Pirata della Bassa Sassonia;
- Partito Pirata di New York;
- Partito Pirata della Renania Settentrionale-Westfalia;
- Partito Pirata di Potsdam;
- Giovani Pirati di Germania;
- Giovani Pirati di Svezia (Ung Pirat);
- Partito Pirata del Tirolo.

### Ex membri[6]
- Partito Pirata irlandese (rimosso nel 2012[31]);
- Partito Pirata australiano (ha abbandonato PPI nel 2015);
- Partito Pirata del Regno Unito (ha abbandonato PPI nel 2015);
- Partito Pirata islandese (6 seggi in Parlamento, ha abbandonato PPI nel 2015);
- Partito Pirata canadese (ha abbandonato PPI nel 2016);
- Partito Pirata serbo (sciolto nel 2017);
- Partito Pirata danese (sciolto nel 2017).